# Felip Ricart i Fernández de Córdoba
Felip Ricart i Fernández de Córdoba (castellà: Felip Ricart de Córdoba)  (1864 - 1 de setembre de 1925) fou un aristòcrata i polític espanyol, marquès de Santa Isabel.

## Biografia
Era fill de Frederic Ricart i Gibert i de Manuela Fernández de Córdoba, marquesos de Santa Isabel. A les eleccions generals espanyoles de 1899 fou elegit diputat del Partit Liberal pel districte de Granollers en substitució del marquès del Cenete. No va revalidar el seu escó a les eleccions generals espanyoles de 1901.
Casat amb Adela Roger i Roger, el matrimoni tingué cinc fills: Mercè (1887-1960)-casada amb Santiago Güell y López del Pielago, I baró de Güell-, Clotilde (1889-1972) -casada amb Guillem de Pallejà i Ferrer-Vidal, IV marquès de Monsolís-, Manuela (1892-1974) -infermera, exiliada després de la guerra-, l'hereu, Frederic (1899-1944) -casat amb Mercè de Despujol, III marquesa d'Oliver-, i Antoni (1900-1936) -capità de cavalleria i pilot d'aviació, casat amb Maria Josefa de Medina i Vilallonga-. Va morir sobtadament a Granollers l'1 de setembre de 1925 en la seva finca del Mas Grau, a Valldorilf.